# Do Ya Thang
«Do Ya Thang» es una canción interpretada por la cantante barbadense Rihanna, incluida en la edición de lujo de su sexto álbum de estudio, Talk That Talk (2011). Terius Nash y Rihanna la compusieron, mientras que la producción quedó a cargo de Nash bajo su nombre artístico The-Dream. «Do Ya Thang» es una canción R&B con influencias destacadas de la música de la década de 1980. Utiliza saltos de tambor «pegadizos», sintetizadores y ganchos «funky» y «sutiles». Líricamente, es una canción de amor elogioso que contiene palabras de «maldición» y un estribillo repetitivo.
«Do Ya Thang» obtuvo reseñas generalmente positivas de los críticos musicales, quienes elogiaron su composición y sonido, así como la vincularon con los trabajos anteriores de Rihanna de su tercer y quinto álbumes de estudio, Good Girl Gone Bad (2007) y Loud (2010), respectivamente. Tras el lanzamiento de Talk That Talk, la canción debutó en las regiones inferiores de las listas en Corea del Sur y el Reino Unido; en el número ochenta y 136, respectivamente. También apareció en el UK R&B Chart en el número treinta y ocho.

## Antecedentes y composición
Terius Nash y Rihanna compusieron «Do Ya Thang». La producción quedó a cargo de Nash bajo su nombre artístico The-Dream. Nash también coescribió dos canciones más en el álbum: su cuarto sencillo «Birthday Cake» y «Red Lipstick», este último también está incluida en la edición de lujo de Talk That Talk (2011). Rihanna grabó «Do Ya Thang» en varios estudios de grabación durante su tercera gira mundial Loud Tour (2011), incluyendo Pelican Hill, en Newport Coast, California y el Studio De La Grand Armee en París, Francia. Manny Marroquin mezcló la canción, mientras que Erik Madrid y Chris Galland sirvieron como auxiliares de las mezclas. Kuk Harrell completó la producción vocal, mientras que Jennifer Rosales la asistió.
«Do Ya Thang» es una canción R&B con influencias destacadas de la música de la década de 1980. Tiene una duración de tres minutos y cuarenta y cuatro segundos. Shaun Kitchener de EntertainmentWise la describió como un «sabor de hip hop con un gusto de pop». «Do Ya Thang» utiliza saltos de tambor «pegadizos», sintetizadores y ganchos «funky» y «sutiles» que, según Edward Keeble de Gigwise, puede encontrarse en el sencillo de 2007 «Umbrella» (Good Girl Gone Bad, 2007), que también fue coescrita por Nash. Además, Keeble la llamó un «clásico moderno». Emily Exton de Popdust señaló el parecido de la canción con el segundo sencillo del álbum «You Da One», «grabado sobre un fuerte synth de los '80».
Líricamente, «Do Ya Thang» es una canción de amor elogioso que contiene palabras de «maldición» y un estribillo repetitivo. Robert Copsey de Digital Spy escribió que tiene un mensaje simple evidente en las letras «At the end of the day you are who you are and I love you that way» («Al final del día eres quien eres y te amo de esa manera»). Maz Halima de Flavour Magazine la describió como una «canción serena». La pista contiene la línea «And you my lover / But I love you like a brother» («Y tú mi amante / Pero te amo como un hermano») que, según Exton de Popdust, es una reminiscencia de la actriz estadounidense Angelina Jolie y su hermano James Haven en los Oscars. Exton explicó además que los sentimientos de Rihanna en la canción están llenas de descripciones vagas, que se traduce como una declaración «hueca» de que nunca va a desaparecer. Mientras canta las líneas «Middle of the Day / Give Me What I want / It feels so special / It feels so good» («En medio del día / Me das lo que quiero / Y lo haces tan especial / Se siente tan bien»), admite «la afición de la tarde por los placeres».

## Respuesta crítica
De acuerdo con Maz Hallima de Flavour Magazine, «Do Ya Thang» tiene una «sensación muy adolescente» que, según ella, «funciona bien, sin embargo es consciente, por eso Rihanna lo mantuvo como una pista adicional del álbum». Sam Lansky de MTV Buzzworthy escribió que «no se puede superar por pura simpatía». Señaló además que Rihanna está aumentando desde su «persona hipersexual a cantar una melodía más sincera, bondadosa». Michael Jepson de The Fourth State llegó a la conclusión de que «Do Ya Tang», junto con «Cockiness (Love It)» y «Roc Me Out», son los principales candidatos de Talk That Talk que pueden etiquetarse como los «destacados» del álbum. Según Jepson, las tres canciones son «descaradamente obscenas» y siente que es una continuación del sencillo «S&M» (Loud, 2011). Amy Sciarretto de PopCrush describió el potencial de la canción para ser presentado en la banda sonora de un reality show de MTV en el Condado de Orange, «donde siempre brilla el sol y todo el mundo es hermoso pero loco». Según ella, la canción es «mucho más dócil que el resto de este álbum hormonal». Shaun Kitchener de EntertainmentWise llegó a la conclusión de que Rihanna «toma un respiro para "Do Ya Thang", y obtenemos un raro vislumbre de Sweet Loving en su lugar».

## Lista de canciones
| Versión del álbum |               |          |  |
| N.º               | Título        | Duración |  |
| 1.                | «Do Ya Thang» | 3:43     |  |

## Listas
Tras el lanzamiento de Talk That Talk, debido a las descargas digitales, «Do Ya Thang» apareció en las listas de sencillos en Corea del Sur y el Reino Unido. Debutó en el South Korea Gaon International Chart en el número ochenta el 26 de noviembre de 2011, con ventas de 6288 copias. En el Reino Unido, debutó en la posición treinta y ocho en el UK R&B Chart el 27 de noviembre de 2011. Finalmente, debutó en el puesto 138 del UK Singles Chart para la edición del 3 de diciembre de 2011.
| País (Lista 2011)              | Mejor posición |
| ------------------------------ | -------------- |
| Corea del Sur                  | 80             |
| Reino Unido (UK R&B Chart)     | 38             |
| Reino Unido (UK Singles Chart) | 136            |

## Créditos y personal
Grabación
- Grabado en el Pelican Hill, Newport Coast, California; Studio De La Grand Armee, París, Francia

Personal
| - Composición – Terius Nash, Rihanna - Producción – The-Dream - Producción vocal – Kuk Harrell - Grabación vocal – Kuk Harrell, Marcos Tovar - Asistente de vocal – Jennifer Rosales | - Grabación – Mikkel S. Eriksen, Miles Walker, Mike Anderson - Mezcla – Manny Marroquin - Asistente de mezcla – Erik Madrid, Chris Galland - Ingeniería – Pat Thrall - Productor ejecutivo – Sam Holland |

Créditos adaptados de las notas de Talk That Talk, Def Jam Recordings y SRP Records.